# 007: Nightfire
007: Nightfire ist ein Computerspiel von Electronic Arts aus dem Jahre 2002. Es war das zweite Spiel, das die James-Bond-Lizenz ohne Filmvorlage mit fiktiver Geschichte nutzte. Es wurde im Zuge des Films Stirb an einem anderen Tag veröffentlicht.

## Handlung
James Bond wird auf die Phoenix Corporation angesetzt, ein Unternehmen das Atomraketen zerlegt und entsorgt. Firmenchef Raphael Drake führt aber etwas anderes im Schilde mit dieser Geschäftsidee. Er benötigt das Uran für den Bau seiner Orbitalen Raketenstation im Weltall, die mit Nuklearwaffen bestückt werden soll. Bond infiltriert sein Anwesen in Österreich, seine Labors, einen Abstecher in Japan und die Abschussbasis auf einer Insel von wo der Schurke seinen Weg zur Raumstation nehmen will. Bond kann ihm dorthin folgen und die Station zerstören. Als Hilfe dienen ihm die aus dem Vorgängerspiel bekannte CIA-Agentin Zoe Nightshade, die japanische Kampfkünstlerin Kiko (die allerdings auf Drakes Seite steht), die australische Agentin Alura McCall und das vielfältige Arsenal von Q.

## Multiplayer
Das Spiel ist auch über Internet oder Netzwerk im Multiplayer spielbar: Es können bis zu 32 Spieler teilnehmen und als Spieltypen sind Kampftraining, Team-Kampftraining und Capture The Flag auswählbar.

## Technik
Das Spiel wurde von Gearbox für PC auf Grundlage der Half-Life-Engine entwickelt. Man steuert den Charakter im Ego-Verfahren. Die Konsolenvarianten wurde von Savage und Eurocom entwickelt. Sie beinhalten zusätzlich Fahrlevel mit dem Aston Martin V12 Vanquish, der auch wie der Lotus Esprit aus dem Film Der Spion, der mich liebte tauchfähig und ausgerüstet ist.

### Ausrüstung
- Wolfram PP7 (Walther PPK)
- Wolfram P2K (Walther P99)
- Kowloon Typ 40 (Glock 17)
- Raptor Magnum (Desert Eagle)
- Deutsche M9K (Heckler & Koch MP5K)
- Sturm M32 (Ruger MP9)
- SG5 Commando (SIG SG 551)
- Munitions Belgique PDW90 (FN P90)
- Frinesi Automatik 12 (SPAS-12)
- Advanced Individual Munitions System-20 (Objective Individual Combat Weapon)
- Sea Master UP-44 (Betäubungswaffe)
- Winter Covert Gewehr (Accuracy International AWM)
- Militek Mark 6 MGL (Milkor MGL)
- AT-420 Sentinel
- Phoenix Lasergewehr
- Phoenix International X6 Annihilator
- Splittergranate (M67)
- Lasermine
- Schockwaffe (Auto-Schlüssel)
- Q-Uhr mit Laser und Enterhaken
- Pfeilstift
- Dechiffriergerät
- Microkamera
- Q-Brille
- Q-Wurm
- Phoenix Ronin

## Deutsche Sprachversion
Die deutschsprachige Lokalisierung übernahm die FFS in München. Neben Q-Synchronstimme Manfred Schmidt sind Manuela Renard, Claus Brockmeyer, Jakob Riedl, Manfred Erdmann, Willi Röbke, Michèle Tichawsky, Michele Sterr, Stefan Kolo, Simone Brahmann, Christoph Jablonka und Claudia Lössl zu hören.

## Besonderheiten
- Pierce Brosnan konnte diesmal wieder als Vorbild für die 3D Figur und das Titelbild gewonnen werden.
- Der Schurke Drake basierte auf den Bond-Gegner Hugo Drax aus dem Film Moonraker, der von Schauspieler Michael Lonsdale verkörpert worden war.
- Neben verschiedenen anderen Fahrzeugen, etwa einem Snowmobil, darf der Spieler einen silbernen Aston Martin V12 Vanquish steuern.
- Der Titelsong des Spiels ist ein Ausschnitt des Songs „Nearly Civilized“ der Sängerin „Esthero“
- Die PC und Konsolenversion unterscheiden sich leicht im Aufbau und Leveldesign. So werden bereits in der 1. Mission verschiedene Wege auf unterschiedlichen Plattformen gegangen. Des Weiteren unterscheiden sich die Multiplayer sehr stark alleine schon Dank unterschiedlicher Maps.

## Rezeption
Das Spiel treibe die Handlung durch gut inszenierte Videos voran. Die zahlreichen Q-Gadgets würden das Spiel von typischen Shootern abheben. Die Grafik-Engine sei im Vergleich zu Titeln wie No One Lives Forever 2 nicht mehr zeitgemäß: die Texturen zu niedrig aufgelöst und die Ausleuchtung der Levels nicht effektvoll genug. Es gäbe häufige Probleme bei der Kollisionsabfrage. Details wie Laservisiere oder die beweglichen Wasseroberflächen seien hingegen gut gelungen. Die Außenlevels seien kantig, Animationen steif, die Gegner würden sich wenig intelligent verhalten. Der Charme der Kinofilme hingegen werde gut transportiert.